# Teorema de Wallace–Bolyai–Gerwien

Según el teorema de Wallace-Bolyai-Gerwien, un cuadrado puede cortarse en trozos que pueden ser reorganizados en un triángulo de área igual

En geometría, el teorema de Wallace-Bolyai-Gerwien, nombrado así por William Wallace, Farkas Bolyai y Paul Gerwien, es un teorema relacionado con las disecciones de polígonos. Contesta a la pregunta de cuando un polígono puede ser construido a partir de otro cortando el original en un número finito de piezas, recomponiéndolo con traslaciones y rotaciones. El teorema de Wallace-Bolyai-Gerwien dice que esto puede hacerse si y solo si los dos polígonos tienen la misma área.

## Historia
Farkas Bolyai fue el primero en formular la cuestión. Gerwien probó el teorema en 1833, pero de hecho Wallace había probado ya el mismo resultado en 1807. Según otras fuentes, Bolyai y Gerwien habrían probado independientemente el teorema en 1833 y 1835, respectivamente.

## Formulación
Hay varias maneras en las que este teorema puede ser formulado. La versión más común utiliza el concepto de «equidescomponibilidad» de polígonos: dos polígonos son equidescomponibles si pueden ser partidos en un número finito de triángulos que solo difieren por isometría (de hecho solo por la combinación de una traslación y una rotación). En este caso el teorema de Wallace–Bolyai–Gerwien dice que dos polígonos son equidescomponibles si y solo si tienen la misma área.
Otra formulación se expresa en términos de congruencias de tijera: dos polígonos son congruentes de tijera si pueden ser descompuestos en un número finito de polígonos que son congruentes por parejas. La congruencia de tijera es una relación de equivalencia. En este caso el teorema de Wallace–Bolyai–Gerwien dice que las clases de equivalencia de esta relación contienen precisamente estos polígonos que tienen la misma área.

## Esbozo de la demostración
El teorema se puede entender en unos cuantos pasos. En primer lugar, cada polígono puede ser dividido en triángulos. Hay unos cuantos métodos para ello. Para los polígonos convexos, uno puede cortar cada vértice a su vez, mientras que para los polígonos cóncavos esto requiere más cuidado. Una aproximación general que funciona también para polígonos no simples sería escoger una línea no paralela a cualquiera de los lados del polígono y dibujar una línea paralela a esta a través de cada uno de los vértices del polígono. Esto dividirá el polígono en triángulos y trapezoides, los cuales a su vez pueden ser convertidos en triángulos.
En segundo lugar, cada uno de estos triángulos se pueden transformar en un triángulo rectángulo y subsecuentemente en un rectángulo con un lado de longitud 1. Alternativamente, un triángulo puede ser transformado en el rectángulo anteriormente mencionado primero convirtiéndolo en un paralelogramo y después convirtiendo este en el rectángulo. Haciendo esto para cada triángulo, el polígono puede ser descompuesto en un rectángulo con anchura y altura igual a su área.
Puesto que esto se puede hacer para dos polígonos cualquiera, «una subdivisión común» del rectángulo en medio prueba el teorema. Es decir, cortar el rectángulo común (de medida 1 por su área) de acuerdo con ambos polígonos será un intermedio entre ambos polígonos.